# Pills 'n' Thrills and Bellyaches
Pills 'n' Thrills and Bellyaches är ett musikalbum av Happy Mondays som släpptes 1990. Albumet producerades av Paul Oakenfold och Steve Osborne och ses allmänt som ett nyckelalbum för Madchester-vågen. I november 2007 återutgavs albumet genom Rhino Records, med extra låtar och en DVD med musikvideor.

## Låtlista
Samtliga låtar skrivna av Happy Mondays, om annat inte anges.
1. "Kinky Afro" - 3:59
2. "God's Cop" - 4:58
3. "Donovan" - 4:04
4. "Grandbag's Funeral" - 3:20
5. "Loose Fit" - 5:07
6. "Dennis and Lois" - 4:24
7. "Bob's Yer Uncle" - 5:10
8. "Step On" (Christos Demetriou/John Kongos) - 5:17
9. "Holiday" - 3:28
10. "Harmony" - 4:01